# 社会歯科学
社会歯科学（しゃかいしかがく、Social Dentistry）は、歯科医学および歯科医療を社会科学的見地から考察する学問領域である。社会歯学（しゃかいしがく）とも呼ばれる。医学系における、「社会医学」と同意であり、時として含まれることがある。

## 概要
「社会歯科学」は一つ専門領域ではあるが、それ自体が専門学問を指すものではない。つまり、口腔衛生学、法歯学、歯学史などの専門学問を総括する専門領域名として用いられることが一般的である。
この領域に従事する研究者は、歯科医師以外に法律学者、政策学者、理学者、工学者、心理学者など実に幅広い学問母体出身者がいる。それ故、それぞれの学問領域をうまく融合し、結果を導き出す調整能力も必要不可欠である。

## 日本の主な研究室
- 東京歯科大学大学院 歯学研究科 社会歯科学講座
- 東京医科歯科大学大学院 医歯学総合研究科 環境社会医歯学系
- 神奈川歯科大学 社会歯科学講座 歯科医療社会学分野
- 広島大学歯学部 口腔保健学科 口腔保健衛生学専攻 社会歯科保健学分野
- 九州大学大学院 歯学研究院 口腔保健推進学講座 環境社会歯科学分野
- 九州歯科大学 歯学部 社会歯科学研究室
- 福岡歯科大学 歯学部 社会歯科学分野
  - 各大学歯学部の予防歯科、口腔保健学研究室などで併用し、社会歯科学を研究しているケースもある。

## 関連学会
- 社会歯科学会
- 日本歯科医学会
- 日本歯科医療管理学会
- 日本歯科医学教育学会
- 日本歯科医史学会
- 日本口腔衛生学会
- 日本歯科衛生学会
- 日本歯科医療福祉学会
- 日本医療経済学会
- 医療の質・安全学会